# Musée d'Art moderne (Bakou)
Pour les articles homonymes, voir Musée d'art moderne.
Le musée d'Art moderne de Bakou (en azéri : Bakı Müasir İncəsənət Muzeyi) est inauguré le 20 mars 2009 à Bakou. Le musée abrite plus de 800 travaux des jeunes peintres et sculpteurs azerbaïdjanais qui travaillent essentiellement dans le style avant-garde. Les travaux d'artistes tels que Sattar Bahlulzade, Beyukagha Mirzazade, Elmira Shakhtakhtinskaya, Tahir Salakhov, Omar Eldarov, Nadir Abdurahmanov y sont exposés.
Le projet du musée est conçu par le peintre Altay Sadikhzade. Une salle d’art pour enfants, la bibliothèque, la salle de projection, le restaurant et l’art-café sont intégrés au musée.
Les tableaux et les sculptures d'auteurs étrangers sont aussi présentés au musée. Parmi les objets exposés figurent les œuvres de Salvador Dalí, Pablo Picasso, Marc Chagall, Vassili Kandinsky et d’autres.
Altay Sadikhzade est l’auteur du projet du musée, de l’architecture et du design, des installations, du choix des collections et des expositions
Dans le musée il n’y a pas de formes fermées. Deux étages se situent dans une zone entièrement ouverte et sont reliés par l’objet « Escalier oublié ». La couleur est un fait unifiant : le musée est conçu autour de la couleur blanche. En général, tout le musée est lui-même un œuvre d’art avant-gardiste. 